# Кязымбейли, Валия
Валия Кязымбейли  (азерб. Valiyyə Kazımbəyli; 1900, Елизаветполь — 26 октября 1947, Афины) —  участница Гянджинского восстания, депутат Ассамблеи национального единства.

## Биография
Валия Кязымбейли родилась в 1900 году в городе Елизаветполь. Дочь полковника Гусейнкули хана Хойского помощника Гянджинского губернатора, брата Фатали хана Хойского. Вышла замуж за полковника Джангир-бека Кязимбекова. Работала на различных должностях в правительстве Азербайджанской Демократической Республики. Участвовала в Гянджинском восстании. После поражения восстания эмигрировала в Турцию. 
Во время Второй мировой войны Валия помогала больным и раненым солдатам в захваченном немцами варшавском военном госпитале. В своих мемуарах её брат Захид хан Хойский упоминает о своей сестре следующее:
Моя сестра Валия ханум организовала в нашем доме в Варшаве Комитет помощи, и мы помогали азербайджанцам в больницах. Я лично посещал наших граждан два-три раза в неделю и поддерживал их моральное положение. Наш комитет распределяет им всяческую помощь от швейцарской организации «Золотой крест», моя сестра готовила еду дома и разносила некоторым очень больным солдатам.
В 1943 году была членом Ассамблеи национального единства, созданной на Всеазербайджанском съезде в Берлине. 
В 1947 году была направлена из Рима в Турцию для выполнения специального задания организации «Национальное единство». Она должна была доставить высокопоставленных азербайджанских офицеров, нашедших убежище в Турции после Второй мировой войны, в Рим, чтобы спасти их от рук контрразведки СССР. Находясь в Турции, с помощью своего отца Гусейнкули хана Хойского и брата Искандер хана она подготовила фальшивые документы для военных азербайджанцев и 26 апреля 1947 года отправилась из Стамбула в Рим. Самолет с 12 высокопоставленными офицерами вместе с Валией Кязымбейли потерпел крушение над Афинами.  
Валия Кязымбейли похоронена на кладбище Ферикёй в Стамбуле.

## Галерея
- Могила Валии Кязымбейли на кладбище Ферикёй